# Nervo escapular dorsal
Nervo escapular dorsal é um nervo que surge do plexo braquial, normalmente da raiz do plexo (ramo anterior/ventral) do C5. Ele fornece inervação motora ao músculo romboide, que puxa a escápula em direção à espinha e ao músculo levantador, que eleva a escápula. Lesões neste nervo são, normalmente, aparentes quando a escápula de um lado está mais afastada do meio. Uma vez o nervo deixa o C5, ele geralmente perfura o músculo escaleno médio e continua até os músculos levantador e romboide. Ele é acompanhado por uma das duas artérias: ou a artéria transversal do pescoço (a única artéria que vem da terceira parte da subclávia, apesar de sua origem ser altamente variável em diferentes pessoas) ou, quando a artéria escapular dorsal está ausente, do ramo profundo da artéria cervical transversal (uma artéria que surge do tronco tireocervical, um ramo da primeira parte da artéria subclávia, os outros dois ramos sendo a artéria vertebral e artéria torácica interna).

## Imagens adicionais

Plexo braquial
Plexo braquial mostrando o percurso dos nervos espinhais.
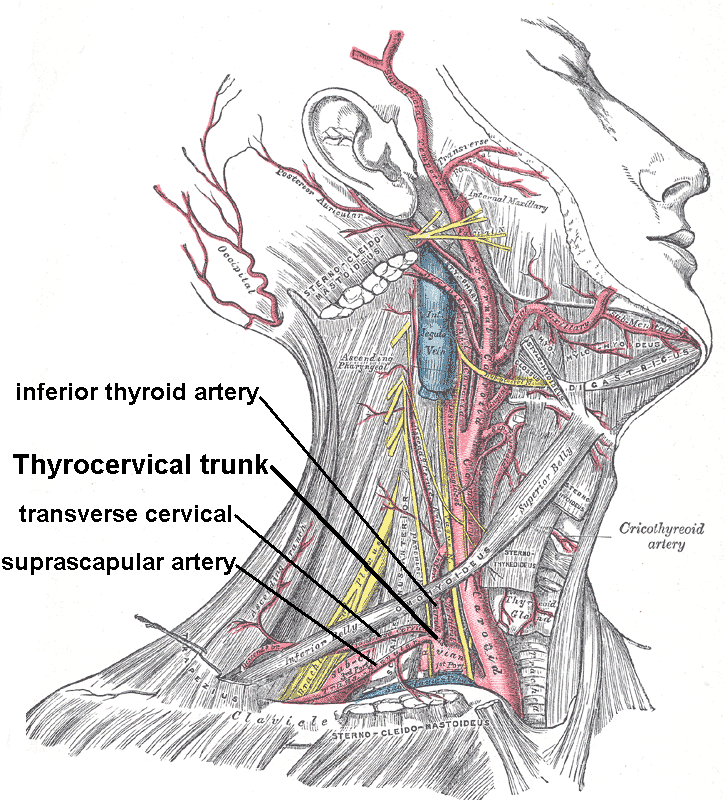
Ramo profundo da artéria cervical transversal com o nervo escapular dorsal.